# Rhagium caucasicum
Rhagium caucasicum là một loài bọ cánh cứng trong họ Cerambycidae.